# Aodh mac Feidhlimidh
Aodh mac Feidhlimidh Ua Conchobair  (mort à l'automne 1368)  est  roi de Connacht de 1350 à 1351 puis en à 1353 année ou il est déposé et restauré et de 1356 jusqu'à sa mort.

## Origine
Aodh est le fils de Felim mac Aeda Ua Conchobair, il règne en opposition avec son cousin et homonyme Aodh mac Toirdhealbhaigh.

## Règne
En 1350 il réussit à succéder à Aodh mac Toirdhealbhaigh le fils de Toirdelbach mac Aeda Ua Conchobair, déposé par les Mac William et les Túatha du Connacht qui le reconnaissent comme souverain.
En 1351 il est chassé du trône par son cousin revenu dans le Connacht et qui exige d'en recevoir des otages. Il réussit à se rétablir provisoirement avant d'être de nouveau renversé. En 1356 après la mort d' Aodh mac Toirdhealbhaigh  tué par Donnchad Carrach Ua Cellaig , Aodh demeure finalement seul roi du Connacht. Après avoir fait pénitence et régner au total douze années Il meurt paisiblement en 1368 à Roscommon et Ruaidhrí mac Toirdhealbhaigh lui succède 

## Postérité
Aodh mac Feidhlimidh est le père de
- Toirdhealbhach Ruadh mac Aodha meic Feidhlimidh ancêtre direct des Ua Conchobhair Ruadh qui partagent en 1384 définitivement le Connacht avec les Ua Conchobhair Donn[9].
- Diarmaid tánaiste (mort en 1399)
- Brian Ballach (mort en 1418) père de Brian mac Briain Bhallaigh
- Feidhlimidh Cléireach (mort en 1411)

## Sources
- (en) T.W Moody, F.X. Martin et F.J. Byrne, A New History of Ireland IX Maps, Genealogies, Lists. A companion to Irish History part II, Oxford, Oxford University Press, 2011, 690 p. (ISBN 978-0-19-959306-4).
- (en) Richard Killen, A Timeline of Irish History, Dublin, Gill & Macmillan, 2003 (ISBN 0-7171-3484-9).
- (en) Goddard Henry Orpen Ireland under the Normans Oxford at the Clarendon Press, 1968, vol. I à vol. IV